# Старотракајски замак
Старотракајски замак (литв. Senųjų Trakų piliakalnis) замак је у Старом Тракају (литв. Senieji Trakai) у Литванији.
Први замак од опеке је саградио литвански велики војвода Гедимин, који је пребацио главни литвански град из Кернаве у Тракај (данашњи Стари Тракај) 1321. године. Исти замак је био родно место великог литванског војводе Витолда (литв. Vytautas) 1350. године.
Старотракајски замак је разорио тевтонски ред 1391. године и отад није више био обновљен, већ је будући војвода Кејстут (литв. Kęstutis) издао наредбу да се подигне нови замак у Тракају. Велики војвода Витолд је доделио рушевине старог замка бенедиктинцима 1405. године. Претпоставља се да данашња зграда манастира из 15. века у себи има и остатке Гедиминовог замка.